# Louis Comtet
Louis Comtet, né le 9 mars 1933 à Saint-Saulge (Nièvre) et mort le 11 octobre 2012 au Mesnil-Saint-Denis (Yvelines), est un mathématicien français, spécialiste de combinatoire. Il est connu pour avoir écrit le livre Analyse combinatoire, paru en 1970, et traduit en anglais sous le titre Advanced Combinatorics.

## Vie et œuvre
Louis Comtet est ingénieur de l'École centrale Paris (promotion 1955), agrégé de mathématiques, docteur avec une thèse intitulée Contribution à l'analyse combinatoire soutenue en 1977 à l'université Paris-Sud, et docteur d'État avec une thèse de même intitulé, soutenue en 1983. Il est maître de conférences de mathématiques à l'université Paris-Sud, où il arrive, de Montpellier, dès la création de l'université.
En 1970 il publie, aux Presses universitaires de France, dans la collection « sup » Le mathématicien dirigée par Jean-Pierre Kahane, son livre Analyse combinatoire, en deux tomes. Ce livre est une somme impressionnante avec de plus, un ensemble de 219 exercices avec solutions, et une bibliographie de plusieurs dizaines de pages, l'ensemble tassé dans deux livres en format de poche. Le succès est considérable, plus à l'étranger qu'en France, et l'ouvrage est traduit en anglais et paraît, dans une version augmentée et révisée et en un seul volume, en 1974. Il est  réimprimé par Springer en 2010. Le livre est précurseur : il voit le jour avec les premiers volumes de Knuth, avant le livre de Stanley,  le livre de Flajolet et Sedgewick, et  le volume IV de Knuth. Chacun d’eux cite le livre de Comtet. Peut-être plus impressionnant  encore est la « table de concordance » de l'OEIS qui est consacrée au livre. Elle met en relation les objets combinatoires du livre et les suites d'entiers de la base ; bien plus de cent suites sont mentionnées.
Louis Comtet est l'auteur d'une quinzaine de publications scientifiques, qui sont souvent  des notes aux Comptes-rendus à l'Académie des sciences de Paris les CRAS, ou des solutions proposées aux questions posées dans le journal American Mathematical Monthly. Sous le pseudonyme de Luc Moisotte (anagramme de son nom), il est auteur d'une recueil d'exercices pour l'oral des épreuves mathématiques.
Louis Comtet était marié avec l'organiste Denise Chirat (1927-1978), et il est le père de l'organiste et chef d'orchestre Denis Comtet.
Dans un de ses articles où il évoque la question de la dénomination de la discipline et des chercheurs en combinatoire, il opte pour combinatorien, plutôt que combinatoricien.